# Konkani (volk)
De Konkani zijn een divers en gemengd volk die (oorspronkelijk) langs de westkust van India wonen en die de  Indo-Arische taal Konkani spreken. Er zijn ongeveer 7,6 miljoen Konkani wereldwijd.

## Geschiedenis
Het woord "Konkani" komt van Konkan, een gebied dat een groot deel van de westkust van India beslaat, ingeklemd tussen de West-Ghats en de Arabische Zee, ruwweg tussen de noordwestelijke punt van de huidige staat Maharashtra en de stad Mangalore in de huidige staat Karnataka. Dit handelsvolk heeft zijn oorsprong in deze regio, ook al zijn grote delen vanaf de heerschappij van de Sultanaat van Bahmani (1347-1518) geleidelijk aan uit dit gebied vertrokken.
De Konkani hebben tijdens de overheersingen van de Portugezen erg te lijden gehad, vooral de moslimbevolking. Ook introduceerden de Portugezen het christendom onder de Konkani. De Konkani vielen nog verder uiteen en verspreidden zich over verschillende van elkaar gescheiden gemeenschappen.

## Taal, religie en etniciteit
De Konkani spreken in hoofdzaak allemaal Konkani, ook al is een zeer hoog percentage tweetalig.
Dit komt doordat de Konkani verspreid zijn over de hele westkust van India, waar ze dagelijks in contact komen met andere volken. 
De meerderheid bestaat uit Indo-Ariërs, terwijl anderen Dravidiërs zijn en sommige een Arabische achtergrond hebben. Een klein percentage is van Afrikaanse afkomst.
Wat betreft religie zijn de Konkani hindoeïstisch, christelijk of islamitisch.

## Gemeenschappen
Door de mengeling van afkomst, religie, dialecten en geografische spreiding zijn de Konkani in een groot aantal gemeenschappen onderverdeeld.
De hoofdgemeenschappen zijn:
- Hindoes
  - Kudubis
  - Chitpavan brahmanen
  - Gaud Saraswat brahmanen
  - Chitrapur Saraswat brahmanen
  - Rajapur Saraswat brahmanen
  - Daivadnya brahmanen
  - Bhandaris
  - De lagere kasten van de Konkani
- Moslims
  - Kokani moslims (aan de kust van Maharashtra)
  - Navayath moslims (Bhatkal, Karnataka)
  - Janjira Siddi
- Christenen
  - Goa katholieken
  - Kanara katholieken
- Anderen
  - Janjira Siddi
  - Yellapur Siddi

## Verspreiding
De Konkani wonen in de divisie Konkan in Maharashtra, de kleine staat Goa, waar ze een meerderheid vormen, de niet-bestuurlijke regio Kanara in Karnataka en op sommige plekken in Kerala. 
Een groot aantal is gemigreerd naar Bombay en andere grote Indiase steden na de Indiase onafhankelijkheid.
Buiten India wonen ze vooral in de Arabische wereld, het Verenigd Koninkrijk en de Verenigde Staten. Aan het begin van de eenentwintigste eeuw bevindt zich bijna vijftig procent van de Konkani zich buiten India.